# Maximilian Heinrich Burchard von Merveldt
Maximilian Heinrich Burchard von Merveldt (* 10. August 1684; † 23. September 1732 in Münster) war Domherr in Osnabrück und Münster.

## Leben

### Herkunft und Familie
Maximilian Heinrich Burchard von Merveldt wuchs als Sohn des Dietrich Burchard von Merveldt und seiner Gemahlin Anne Sophie Theodore von Westerholt zu Lembeck (1655–1742) zusammen mit seinem Bruder Ferdinand Dietrich in der uralten westfälischen Adelsfamilie von Merveldt auf.

### Werdegang und Wirken
Mit dem Erhalt der Tonsur am 27. September 1698 wurde Maximilian Heinrich auf ein geistliches Leben vorbereitet. Er studierte an der Universität Siena und erhielt im Jahre 1707 durch päpstliche Fürsprache eine Dompräbende in Münster. Zehn Jahre später gelangte er in den Besitz einer weiteren Dompräbende in Osnabrück. Bevor er am 20. März 1726 zum Subdiakon geweiht wurde, erhielt er drei Tage zuvor die Niederen Weihen. 1726 erhielt er das Archidiakonat Auf dem Drein (Amt Stromberg) und ein Jahr später die Obödienz Senden. 1730 wurde er zum Propst von St. Mauritz in Münster und St. Martini in Münster ernannt. Hier blieb er bis 1732, als er von seinem Onkel Adolf Bernhard das Archidiakonat Xanten und damit die Stelle des Propstes von St. Viktor in Xanten übernahm.